# 卡尔·佩尔韦塞特
卡尔·佩尔韦塞特（德語：Karl Kupelwieser，1841年10月30日—1925年9月16日）是一位奥地利的律师、工业家和农场主，出生于维也纳，逝世于下奧地利州滨湖伦茨，以资助了许多科学研究闻名。